# Домашняя вечеринка 2
«Домашняя вечеринка 2» (англ. House Party 2) — американская музыкальная комедия 1991 года, продолжение фильма 1990 года «Домашняя вечеринка». Главные роли в фильме исполнил хип-хоп-дуэт Kid ’n Play. В 1994 году вышло продолжение под названием «Домашняя вечеринка 3».
Фильм посвящён памяти комика Робина Харриса. Харрис сыграл отца Кида в первом фильме и умер вскоре после его премьеры.

## Сюжет
У Кида умер отец, а ещё раньше у него умерла мама. Кид поступил в колледж, но поскольку он остался теперь один, деньги на учёбу ему выделила его церковная община. В колледже соседом Кида по комнате становится белый парень Джамал, который, однако, очень интересуется культурой афроамериканцев. В колледж поступила и Сидни. Там она попадает под влияние своей сознательной соседки Зоры, которая советует ей поменьше общаться с парнями похожими на Кида. Школьный хулиган Стэб и его банда устраиваются в колледж охранниками.
Друг Кида Плей теперь работает в музыкальном магазине. Он познакомился с продюсерами, которые согласились записать его с Кидом рэп-альбом. Киду же сейчас совершенно не хочется заниматься музыкой, так как это будет отвлекать его от учёбы. Плей решает записать альбом сольно. На запись альбома нужны деньги и он отдаёт продюсерам учебный чек Кида, который тот забыл в его машине. Продюсеры оказываются мошенниками и исчезают с деньгами.
У Кид начинаются проблемы в колледже. Он должен в течение недели заплатить за обучение иначе его исключат. Помощник декана Майлз устраивает Кида на работу в столовую. Кид не успевает найти деньги и соглашается на предложение Плея, которое заключается в организации платной пижамной вечеринки в школьной столовой. Кид крадёт ключи от столовой, а его друзья, включая Билала, помогают ему всё организовать. Вечеринка проходит ночью и имеет большой успех. Тем не менее, о ней узнаёт декан. Заработанные деньги Кид отдаёт повару мистеру Ли в качестве компенсации ущерба нанесённого столовой.
Кид готовится покинуть колледж. Он сообщает профессору Синклеру, что будет искать работу и копить деньги, а в следующем году поступит снова. Синклер отвечает, что часто слышит такое от студентов, но никто из тех, кто покинул колледж и обещал вернуться так и не сделали этого. Плей чувствует во всей этой истории свою вину, поэтому продаёт свой «Мустанг», а деньги отдаёт Киду. Кид остаётся в колледже.

## В ролях
- Кристофер Рид — Кристофер «Кид» Робинсон-младший
- Кристофер Мартин — Питер «Плей» Мартин
- Мартин Лоуренс — Билал
- Пол Энтони Джордж — Стэб
- Люсьен Джордж-младший — Пи-Ви
- Брайан Джордж — Зилла
- Тиша Кэмпбелл — Сидни
- Камрон — Джамал Джонсон
- Иман — Шейла Ландро
- Куин Латифа — Зора Хендерсон
- Джордж Стэнфорд Браун — профессор Синклер
- Хелен Мартин — миссис Диверс
- Уильям Шэллерт — декан Крамер
- Тони Бёртон — мистер Ли
- Луи Луи — Рик
- Кристофер Джадж — Майлз
- Джин Аллен — Грув
- Дэрил Митчелл — Чилл
- Кристофер Майкл — полицейский
- Бэрри Даймонд — полицейский
- Вупи Голдберг — профессор во сне
- Tony! Toni! Toné! — играют себя
- Ральф Трезвант — играет себя

## Рецензии
Фильм был принят критиками прохладней, чем оригинал. На сайте Rotten Tomatoes рейтинг «свежести» фильма составляет 27 %. Кинокритик Роджер Эберт поставил фильму 2 звезды из 4. Он отметил, что фильм не плохой, но, «как и у многих сиквелов, у него, похоже, нет реальной причины для существования, кроме успеха оригинального фильма». В The Washington Post отметили, что фильм стал более политкорректным, с лекциями об афроамериканской истории и феминизме.

## Саундтрек
Саундтрек, содержащий хип-хоп- и R&B-композиции, был выпущен 15 октября 1991 года на лейбле MCA Records. Альбом достиг 55 места в альбомном чарте Billboard 200 и 23 в чарте лучших R&B/хип-хоп-альбомов.
| №                   | Название                                                      | Исполнитель                       | Длительность |
| ------------------- | ------------------------------------------------------------- | --------------------------------- | ------------ |
| 1.                  | «Announcement of Pajama Jammi Jam»                            | Kid ’n Play                       | 0:16         |
| 2.                  | «House Party II (I Don’t Know What You Come to Do)»           | Tony! Toni! Toné!                 | 5:17         |
| 3.                  | «The Christopher Robinson Scholorship Fund»                   | Kid ’n Play                       | 0:12         |
| 4.                  | «Ready or Not»                                                | Wreckx-n-Effect                   | 5:11         |
| 5.                  | «Kid ’n Play Wreck Shop!»                                     | Martin Lawrence                   | 0:04         |
| 6.                  | «Ain’t Gonna Hurt Nobody»                                     | Kid ’n Play                       | 4:46         |
| 7.                  | «I Like Your Style»                                           | Big Bub                           | 4:55         |
| 8.                  | «Kid & Sydney Break Up»                                       | Kid and Tisha Campbell            | 0:18         |
| 9.                  | «Candlelight and You»                                         | Keith Washington and Chanté Moore | 5:19         |
| 10.                 | «I Lust 4 U»                                                  | London Jones                      | 4:28         |
| 11.                 | «Bilal Gets Off»                                              | Martin Lawrence                   | 0:19         |
| 12.                 | «Let Me Know Something?!»                                     | Bell Biv DeVoe                    | 4:54         |
| 13.                 | «Yo Baby Yo»                                                  | Ralph Tresvant                    | 4:57         |
| 14.                 | «The F.F.F. Rap»                                              | Full Force and Helen Martin       | 0:31         |
| 15.                 | «What’s on Your Mind?»                                        | Eric B. & Rakim                   | 5:00         |
| 16.                 | «Big Ol’ Jazz»                                                | MC Trouble                        | 3:46         |
| 17.                 | «You Gotta Pay What You Owe»                                  | Kid ’n Play                       | 0:11         |
| 18.                 | «It’s So Hard to Say Goodbye to Yesterday»                    | The Flex                          | 3:25         |
| 19.                 | «Confidence by Marcus Garvey»                                 | Georg Stanford Brown              | 0:14         |
| 20.                 | «It’s So Hard to Say Goodbye to Yesterday (Acapella Reprise)» | The Flex                          | 0:37         |
| 21.                 | «Kid’s Goodbye «Thanks to Pops»»                              | Kid                               | 0:03         |
| Общая длительность: | Общая длительность:                                           | Общая длительность:               | 54:42        |